# DDR-Meisterschaften im Hallenfaustball 1968/69
Die DDR-Meisterschaften im Hallenfaustball 1968/69 waren die Austragung der DDR-Meisterschaften der Männer und Frauen im Hallenfaustball der DDR in der Saison 1968/69.

Der erste Spieltag der Oberliga wurde im November 1968 ausgetragen.
An den Finalturnieren nahmen die vier bestplatzierten Mannschaften der DDR-Oberliga teil.

## Frauen
Finalrunde:
Halbfinale:
- ISG Hirschfelde – SG Leipzig-Eutritzsch 30:23
- SG Görlitz – Motor Rathenow 35:33

Spiel um Platz 3:
- Motor Rathenow – SG Leipzig-Eutritzsch 34:21

Finale:
- SG Görlitz – ISG Hirschfelde 35:25

Abschlusstabelle
| 1. | SG Görlitz            |
| 2. | ISG Hirschfelde       |
| 3. | Motor Rathenow        |
| 4. | SG Leipzig-Eutritzsch |

## Männer
Abschlusstabelle der Vorrunde
| Platz | Mannschaft               | Punkte |
| ----- | ------------------------ | ------ |
| 1.    | ISG Hirschfelde          | 24:4   |
| 2.    | BSG Chemie Zeitz         | 23:5   |
| 3.    | Fortschritt Zittau       | 23:5   |
| 4.    | BSG Lokomotive Dresden   | 12:16  |
| 5.    | BSG Lokomotive Wittstock | 12:16  |
| 6.    | Medizin Erfurt           | 10:18  |
| 7.    | SG Leipzig-Eutritzsch    | 6:22   |
| 8.    | Fortschritt Glauchau     | 2:26   |

Finalturnier
Die unter den vier besten Mannschaften platzierte Lok Zittau nahm nicht am Finalturnier teil. Dafür nahm die fünftplatzierte Mannschaft der Hauptrunde Lok Wittstock teil und errang die Bronzemedaille.

Finalrunde:
Halbfinale:
- ISG Hirschfelde – Lokomotive Wittstock 41:31
- BSG Chemie Zeitz – Lokomotive Dresden 58:22

Spiel um Platz 3:
- Lokomotive Dresden – Lokomotive Wittstock 41:37 (nach Verlängerung)

Finale:
- BSG Chemie Zeitz – ISG Hirschfelde 38:31

Abschlusstabelle
| 1. | BSG Chemie Zeitz     |
| 2. | ISG Hirschfelde      |
| 3. | Lokomotive Dresden   |
| 4. | Lokomotive Wittstock |

## Weblink
- Faustball-DDR-Meisterschaften auf sport-komplett.de